# Charlie Rice
Charles R. „Charlie“ Rice (* 1. März 1920 in Philadelphia; † 22. April 2018) war ein US-amerikanischer Jazz-Musiker (Schlagzeug).

## Leben und Wirken
Rice begann seine Karriere als Musiker bei Jimmy Oliver und arbeitete dann als Leiter der Hausband im Club 421, der auch Vance Wilson, Bob Bushnell, Red Garland und Johnny Hughes angehörten. Ab den frühen 1950er-Jahren arbeitete er in der New Yorker Jazzszene; erste Aufnahmen entstanden 1951 mit Howard McGhee (Jazz South Pacific (Savoy), mit J. J. Johnson, Rudy Williams, Skeeter Best, Oscar Pettiford). In den folgenden Jahren spielte er bei Louis Jordan and His Tympany Five, 1954–57 mit Eddie Lockjaw Davis (The Battle of Birdland (Roost) 1954). Jimmy Heath, Red Garland und Sonny Stitt, ab den 1960er-Jahren u. a. mit Chet Baker (Baby Breeze, 1865), mit dem er 1979 in Hamburg gastierte (At Onkel Po's Carnegie Hall) und in den Niederlanden aufnahm (Blue Room: The 1979 VARA Studio Sessions in Holland). 1980 spielte er mit dem Al Grey /Jimmy Forrest Quintet (Out ’Dere). Im Bereich des Jazz war er zwischen 1951 und 1980 an 22 Aufnahmesessions beteiligt. Rice lebte zuletzt im Camden (New Jersey).